# Gerinam
Gerinam is een bestuurslaag in het regentschap Muara Enim van de provincie Zuid-Sumatra, Indonesië. Gerinam telt 517 inwoners (volkstelling 2010).